# Gâteau malais
 (mai 2024).
La mise en forme du texte ne suit pas les recommandations de Wikipédia : il faut le « wikifier ».
Les points d'amélioration suivants sont les cas les plus fréquents. Le détail des points à revoir est peut-être précisé sur la page de discussion.
- Les titres sont pré-formatés par le logiciel. Ils ne sont ni en capitales, ni en gras.
- Le texte ne doit pas être écrit en capitales (les noms de famille non plus), ni en gras, ni en italique, ni en « petit »…
- Le gras n'est utilisé que pour surligner le titre de l'article dans l'introduction, une seule fois.
- L'italique est rarement utilisé : mots en langue étrangère, titres d'œuvres, noms de bateaux, etc.
- Les citations ne sont pas en italique mais en corps de texte normal. Elles sont entourées par des guillemets français : « et ».
- Les listes à puces sont à éviter, des paragraphes rédigés étant largement préférés. Les tableaux sont à réserver à la présentation de données structurées (résultats, etc.).
- Les appels de note de bas de page (petits chiffres en exposant, introduits par l'outil «  Source ») sont à placer entre la fin de phrase et le point final[comme ça].
- Les liens internes (vers d'autres articles de Wikipédia) sont à choisir avec parcimonie. Créez des liens vers des articles approfondissant le sujet. Les termes génériques sans rapport avec le sujet sont à éviter, ainsi que les répétitions de liens vers un même terme.
- Les liens externes sont à placer uniquement dans une section « Liens externes », à la fin de l'article. Ces liens sont à choisir avec parcimonie suivant les règles définies. Si un lien sert de source à l'article, son insertion dans le texte est à faire par les notes de bas de page.
- La présentation des références doit suivre les conventions bibliographiques. Il est recommandé d'utiliser les modèles {{Ouvrage}}, {{Chapitre}}, {{Article}}, {{Lien web}} et/ou {{Bibliographie}}. Le mode d'édition visuel peut mettre en forme automatiquement les références.
- Insérer une infobox (cadre d'informations à droite) n'est pas obligatoire pour parachever la mise en page.

Pour une aide détaillée, merci de consulter Aide:Wikification.
Si vous pensez que ces points ont été résolus, vous pouvez retirer ce bandeau et améliorer la mise en forme d'un autre article.
Le gâteau malais est un dessert populaire dans le Guangdong et à Hong Kong. Il est généralement servi dans les salons de thé traditionnels. Il est composé de saindoux ou de beurre, de farine et d'œufs et est cuit dans un panier vapeur en bambou pour lui donner sa texture moelleuse et aérée. À Hong Kong, où il est très populaire, il a été classé « gâteau national » par la chaîne d'information américaine CNN.

## Histoire
Il existe trois hypothèses principales à propos de la région d'origine du gâteau malais.
La première hypothèse est qu'il serait originaire de la province du Guangdong en Chine et aurait ensuite été importé en Malaisie au cours de la deuxième vague d'immigration chinoise de l'histoire de la Malaisie, durant la période de domination britannique.
La deuxième hypothèse est qu'il aurait été développé à partir d'un dessert britannique avant d'être ramené en Chine par l'immigration chinoise.
Enfin, la troisième hypothèse est que le gâteau malais aurait été développé à partir du gâteau de Castille, importé par des marins portugais dans la région de Nanyang, puis ramené en Chine par un des premiers immigrants de la province du Guangdong,.

### Du Guangdong à la Malaisie
Depuis le début des années 1930, des milliers de ressortissants chinois ont émigré vers la Malaisie durant la période de domination britannique pour tenter d’échapper à la pauvreté en Chine. Il s'agit de la deuxième vague d'immigration chinoise de l'histoire de la Malaisie et elle est également considérée comme le plus gros afflux d'immigrants de l'histoire de la Malaisie. À cette époque, l'immigration chinoise était majoritairement originaire des provinces du Fujian et du Guangdong, situées sur la côte sud-est du pays. Cette population immigrée a apporté avec elle sa langue et sa culture : le cantonais et la cuisine cantonaise, et a ainsi jeté les bases de la diversité culturelle de la Malaisie actuelle. C'est pourquoi la cuisine malaisienne est très diversifiée et inclut des éléments apportés par les immigrants des différents pays. Ainsi, il semble raisonnable de penser que le gâteau malais est originaire du Guangdong en Chine et a ensuite été importé en Malaisie.

### De la Malaisie à la Chine

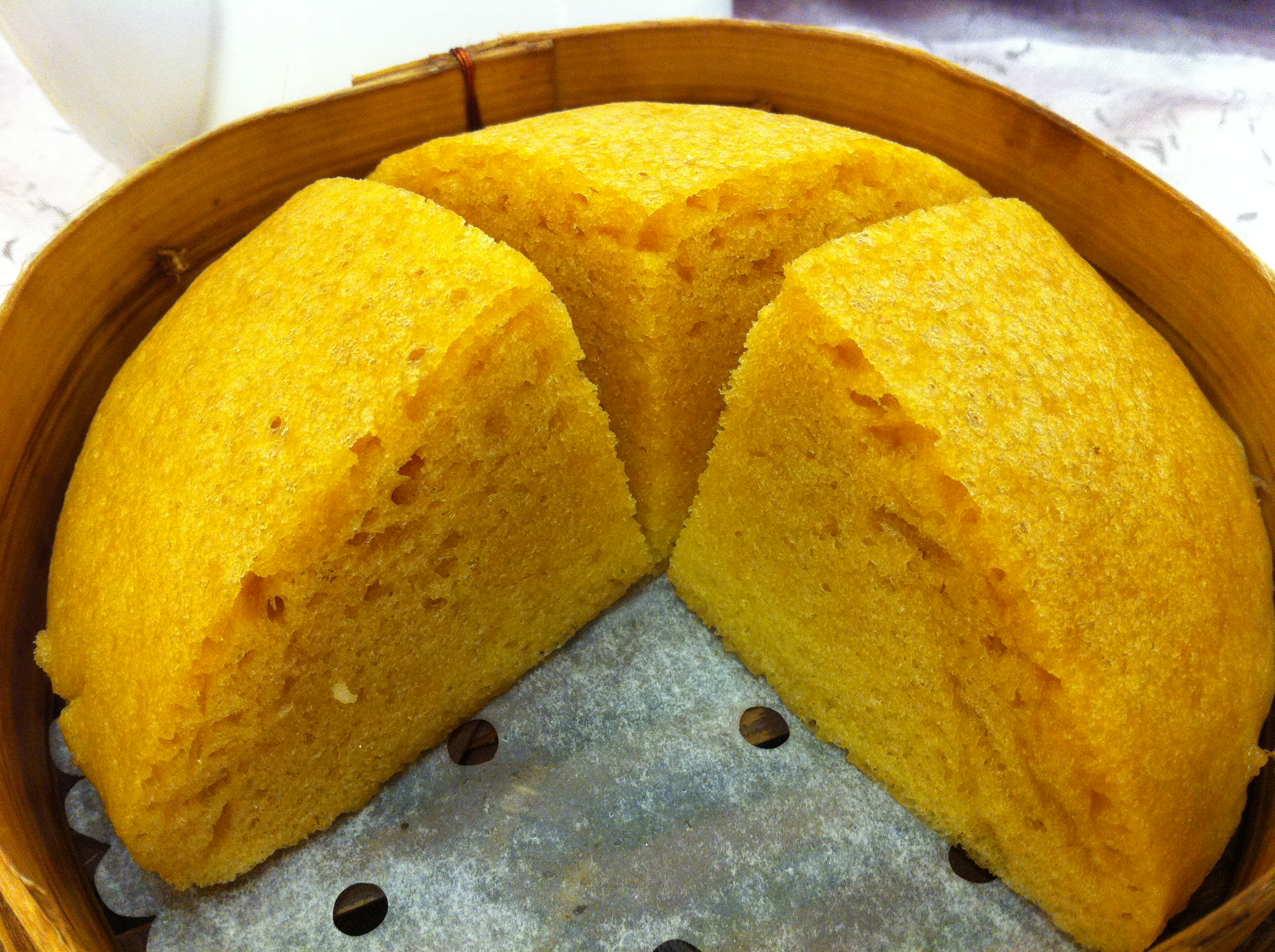
Le gâteau éponge malais, ou Mah Lai Goh, ressemble en apparence à certains gâteaux occidentaux.

Durant la période de domination britannique de la Malaisie, les colons anglais conservèrent l'habitude de boire le thé l'après-midi accompagné d'un gâteau. Toutefois, étant donné que certains ingrédients (tels que le lait par exemple) et équipements de cuisine (tels que les fours) utilisés en occident étaient peu courants en Malaisie, ils ont remplacé le lait par du lait de coco et utilisé des cuiseurs vapeurs pour cuire leur gâteaux. Ceci a mené à la création d'une nouvelle version du gâteau anglais : le gâteau malais.
À cette époque, de nombreux immigrants de la province du Guangdong voyageaient fréquemment entre la Malaisie et la Chine continentale. Il est donc également raisonnable de penser que le gâteau malais était populaire dans la cuisine anglaise et qu'il a été importé en Chine par l'immigration de cette époque.

### Du Portugal à la Chine
La génoise s'est répandue de l'Occident vers l'Orient aux XVIe et XVIIe siècles. Au milieu du XVIe siècle, le Portugal était alors l’une des principales puissances commerciales maritimes du monde et de nombreux petits nobles et bourgeois urbains portugais embarquaient alors sur des navires pour tenter de s'enrichir, que ce soit au Brésil, en Afrique, en Inde ou encore dans le Pacifique Sud.
Le pain de Castille, une sorte de génoise était souvent présent à bord. En effet, étant déshydratées, les génoises se conservent plus longtemps que la plupart des autres mets et étaient donc très appréciées durant les longs voyages en bateau. À cette époque, la base de Malacca, dans la région de Nanyang, était sous domination portugaise. De nombreux navires marchands d'Europe et d'Asie y faisaient escale permettant ainsi à nombre d'Asiatiques de découvrir les génoises et d'en apprendre la recette. Les premiers immigrants du Guangdong, au sud de l'océan, représentaient alors une grande partie de ces pâtissiers,. Étant donné que dans la cuisine chinoise, il n'y avait pas d'équipement de cuisson occidental, les pâtissiers asiatiques qui reprirent la recette du pain de Castille le firent en utilisant leur propre matériel et cuisirent les gâteaux dans les paniers vapeurs traditionnels en bambou.
Bien que les ingrédients étaient les mêmes, la cuisson à la vapeur donna un résultat différent du pain de Castille qui reçut le nom de "gâteau malais" après avoir été introduit au Guangdong à la fin de la dynastie Qing.

## Ingrédients
Il y a plusieurs façons de réaliser un gâteau malais : certains gâteaux modernes sont par exemple aromatisés à la cassonade et au lait de coco ou encore au miel.
Le gâteau malais traditionnel est préparé avec du levain, de la farine tout usage, de la custard powder, du lait en poudre, de la levure chimique sans aluminium, une solution de bicarbonate de soude, du sucre blanc et des œufs. Le levain (également appelé « Lao mian » en chinois) est généralement préparé avec de l'eau, de la bière et de la farine à gâteau. Cependant, une variante du gâteau malais utilise du sucre brun au lieu du sucre blanc. Il est également possible de remplacer le lait par du lait de coco. Enfin, certaines versions modernes du gâteau remplacent parfois le sucre par du miel.

## Service
Traditionnellement, le gâteau malais est une sorte de dim sum (plat à la carte) ou de « xiaochi » (collation). Les gâteaux sont servis chauds dans le cuiseur vapeur en bambou dans lequel ils ont été cuits, généralement sur un lit de feuilles séchées ou sur une feuille de papier. Dans la province du Guangdong, le gâteau malais est généralement servi comme plat pour le Yum cha (l'heure du thé cantonaise).